# Svenska Röda Korset
Svenska Röda Korset är en svensk frivilligorganisation med cirka 347 lokalföreningar (kretsar). Svenska Röda Korset ingår i den internationella Röda Kors-rörelsen. 

## Verksamhet

Mötesplats för äldre och ofrivilligt ensamma.

Svenska Röda Korset arbetar bland annat med katastrofberedskap, stöd till flyktingar och asylsökande, efterforskning av saknade familjemedlemmar, vård till papperslösa och tortyrskadade,  utbildningar i första hjälpen och folkrätt samt socialt arbete. På de flesta större orter finns samlingslokaler, kallade Mötesplats Kupan, med bland annat social verksamhet och försäljning av begagnade varor. Svenska Röda Korset arbetar för att de mänskliga rättigheterna ska uppfyllas genom att bland annat påverka politiker och myndigheter att göra förändringar i lagstiftningen.

## Finanser
Svenska Röda Korset, inklusive lokalföreningar, hade 2023 intäkter på 1171 miljoner kronor. Av dessa kom 33% via insamlade medel, 40% i bidrag från staten och andra offentliga organ, 23% från försäljning av second hand och 1% i medlemsavgifter. 2023 var kostnaden för insamling och administration 14 procent.
Under 2009 uppdagades det att Svenska Röda Korset utsatts för bedrägeri av den anställde Johan af Donner, som attesterat bluffakturor och på så sätt kommit över flera miljoner kronor. Han dömdes 2010 till fem års fängelse.
År 2010 kritiserades Svenska Röda Korset och dess dåvarande ordförande Bengt Westerberg av företagsledaren Roger Akelius för storleken av Westerbergs arvode som styrelseordförande. Bengt Westerberg avgick därefter. År 2023 var månadslönen för generalsekreteraren 99 850 kronor, och arvodet för ordföranden 68 900 kronor per månad.

## Ordförande
- 1865–1872: Prins Oscar
- 1872–1873: Prins August
- 1873–1883: A G Leijonhufvud
- 1883–1898: Oscar Björnstjerna
- 1898–1903: Malcolm Walter Hamilton
- 1906–1945: Prins Carl
- 1945–1948: Folke Bernadotte
- 1948–1960: Emil Sandström
- 1960–1961: Clare Nordenson
- 1961–1969: Erland Hofsten
- 1970–1974: Jarl Hjalmarson
- 1974–1981: Matts Bergom Larsson
- 1981–1987: Börje Wallberg
- 1987–1993: Gudrun Göransson
- 1993–2002: Prinsessan Christina
- 2002–2005: Anders Milton
- 2005–2011: Bengt Westerberg
- 2011–2015: Eva von Oelreich
- 2015–2016: Anna Carlstedt
- 2017–2021: Margareta Wahlström
- 2021–idag: Anna Hägg-Sjöquist

## Generalsekreterare
- 1918–1943: Erik Stjernstedt
- 1943–1947: Sven Rydman
- 1947–1960: Henrik W:son Beer
- 1960–1978: Olof Stroh
- 1979–1988: Anders Wijkman
- 1989–1990: Olof Karlander
- 1991–1994: Peter Nobel
- 1994–2001: Peter Örn
- 2001–2010: Christer Zettergren
- 2010–2016: Ulrika Årehed Kågström
- 2016–2017: Anders Danielsson
- 2017–2023: Martin Ärnlöv
- 2023–2024: Anders Pedersen (tillförordnad)
- 2024–idag: Ulrika Modéer